# Фернан Феяртс
Фернан Феяртс (25 січня 1880 — 11 липня 1927) — бельгійський плавець і ватерполіст.
Срібний призер Олімпійських Ігор 1900, 1908 років.